# 牙山ムグンファFC
牙山ムグンファFC（アサンムグンファエフシー）は、かつて存在した韓国警察を母体としたサッカークラブである。

## 概要
韓国では青年に対し兵役の義務があり、サッカー選手であっても一定期間は所属するクラブを退団したうえで、兵役に就かなければならず、サッカーの選手としての活動を中断せざるを得ない場合が発生していた。韓国ではそれ以前からKリーグ（1部）にも在籍したことがある尚武（国軍体育部隊　2013年からKリーグチャレンジに「降格」）で兵役選手もプレーすることができたが、これとは別に1996年、韓国警察庁が兵役期間中のサッカー選手のためにサッカー部を編成したが、長年Kリーグを頂点とするクラス別のリーグ戦には参加せず、2軍によるRリーグのみに参加し続けていた。
2013年にKリーグの完全1・2部制が導入され、Rリーグが廃止されるにあたり、2部のKリーグチャレンジに加入することが決まった。体裁上の本拠地は京畿道龍仁市にある警察大学のグラウンドを使用しているが、元々このグラウンドはKリーグで開催する競技場のスペックに合わないため、本拠地での開催ができず、2010年までは敵地のスタジアムでホームゲームを開催せざるを得なかった。2011年と2012年は警察学校のグラウンドでホームゲームは開催できたが、2013年のKリーグチャレンジ編入後は再び警察大学グラウンドが使用できなくなったため、敵地のホームスタジアムでホームゲームを行う形となった。なお2013年度から始まったKリーグチャレンジではこのスタジアム事情により、仮に優勝した場合でも本来与えられる「Kリーグ入れ替え戦」（Kリーグクラシック最下位クラブとの入れ替え戦）に進出することはできなかった。
2014年に同じ京畿道の安山市とホームタウン契約を結ぶことを決定し、「安山警察FC」として活動し、ホームスタジアムを安山WAスタジアムと定めることも決めた。 同年4月20日、4月16日に発生したセウォル号沈没事故で同市内にある檀園高等学校から多数の犠牲者が出たため、予定されていたホームゲームを延期した。
2016年よりチーム名を安山ムグンファFCに変更しKリーグチャレンジで初優勝したが、2017年より安山市で新たな市民サッカークラブ（安山グリナースFC）が創設されKリーグチャレンジに参加することになり、牙山市への本拠地移転を決めたため、規約によりクラブには昇格の権利が与えられずKリーグクラシック昇格とはならなかった。移転により2017年からチーム名も牙山ムグンファFCに変更した。
2018年シーズン、10月27日のKリーグ2（旧Kリーグチャレンジ）第34節で優勝を確定。しかし、文在寅政権が軍の兵力不足などを理由に義務警察制度廃止の方針を打ち出したことにより、2019年から警察庁在籍選手を引き上げることになり、選手数が14人となってしまうため、クラブ存続の危機に貧してしまう。そのため翌年のKリーグ1（旧Kリーグクラシック）へ昇格する資格がなくなり、2位だった城南FCが繰り上げで昇格を決定した。
2018年12月20日、クラブは過渡的な措置として警察庁所属14人にプロ契約選手を加えた形で2019年シーズンのKリーグ2への参加および2020年からの市民クラブ転換を表明。警察庁所属選手と一般選手との混合構成となるため、2020年シーズンのKリーグ1への昇格の資格はない。
2019年11月19日、創立支援金として20億ウォンを5年間支給することを主な内容とする「牙山市民プロサッカークラブ創立関連運営支援協約締結同意案」が忠清南道議会で可決され、2020年シーズンより忠南牙山FCに改組された。

## 関連記事
- 警察野球団（フューチャーズリーグ=韓国野球委員会の2軍リーグ在籍していた野球団）
- ムクゲ（クラブ名の「ムグンファ」はこれを意味する。韓国の国花でもある）